# Dolores Faith
Dolores Faith Hedges (15 de julio de 1941 – 15 de febrero de 1990), mejor conocida como Dolores Faith, fue una actriz estadounidense. Es mejor recordada como la chica muda Zetha en la película de ciencia ficción de 1961 The Phantom Planet. Su breve carrera llegó a su fin cuando se casó con el millonario James Robert Neal.

## Primeros años
Dolores Faith Hedges nació en Cleveland, Ohio, el 15 de julio de 1941. Era de ascendencia húngara e italiana. Perdió la audición a los cuatro años de edad debido a un accidente, pero más tarde regresó a los ocho. Una rubia natural, se teñía el pelo de negro para que coincidiera mejor con su piel de oliva. Se graduó de la Alexander Hamilton High School en Los Ángeles, California, en 1958. Fue miembro del club de drama "Sock 'n' Buskin".[cita requerida]

## Carrera
Faith comenzó como modelo y como instructora de danza antes de actuar. En 1959, fue puesta a prueba por Warner Bros. Decidieron no contratarla debido a su parecido con Elizabeth Taylor y Grace Kelly. Se convirtió en una estrella de Hollywood Deb en 1962 y apareció en la revista Life en 1963.
Faith es probablemente mejor recordada por tres películas de ciencia ficción de bajo presupuesto: The Phantom Planet, The Human Duplicators y Mutiny in Outer Space. Ella también apareció en dramas. En V.D., ella era una joven zorra que obtiene gonorrea del "héroe" (quien lo obtuvo de una prostituta). En Wild Harvest, interpreta a la amante de un despiadado y mujeriego administrador de viñedos contra el que se pone de su parte después de estar harta. También participó en Shell Shock, un drama de guerra.
En la televisión, apareció en episodios de Ripcord, Have Gun - Will Travel y The Man from U.N.C.L.E., un episodio de dos partes que se estrenó como One of Our Spies Is Missing.

## Vida personal
Faith conoció al millonario de Texas y heredero de Maxwell House, James Robert Neal (1921-2006) y la pareja se convirtió en una vista regular en varios eventos públicos. En noviembre de 1972, se casaron en Las Vegas después de un largo cortejo, y ella se retiró de la actuación. Se divorciaron en abril de 1977. Se volvieron a casar años más tarde y permanecieron casados hasta su muerte.[cita requerida]

## Muerte
La mayoría de las fuentes afirman que Faith murió en Miami, Florida, el 15 de febrero de 1990, a los 48 años. En su libro Glamour Girls of Sixties Hollywood: Seventy-Five Profiles, el autor Tom Lisanti afirmó que Faith estaba viva y que vivía en Florida desde 2006.

## Filmografía
| Año  | Título                      | Papel                    | Notas                                                                    |
| ---- | --------------------------- | ------------------------ | ------------------------------------------------------------------------ |
| 1961 | All in a Night's Work       | Chica de las manos       | sin acreditar                                                            |
| 1961 | The Phantom Planet          | Zetha                    |                                                                          |
| 1961 | Love in a Goldfish Bowl     | Chica que lanza pasteles | sin acreditar                                                            |
| 1961 | V.D.                        | Kathy Durham             |                                                                          |
| 1962 | Wild Harvest                | Rose                     |                                                                          |
| 1963 | Ripcord                     | Tanya Rovag              | Episodio: "The Last Chapter"                                             |
| 1963 | Have Gun - Will Travel      | The Rani                 | Episodio: "The Caravan"                                                  |
| 1964 | Shell Shock                 | American Girl            |                                                                          |
| 1965 | Honeymoon Hotel             | Mrs. Fendelmeyer         | sin acreditar                                                            |
| 1965 | Mutiny in Outer Space       | Faith Montaine           |                                                                          |
| 1965 | The Human Duplicators       | Lisa Dornheimer          |                                                                          |
| 1965 | House of the Black Death    | Valerie Desard           |                                                                          |
| 1966 | The Man from U.N.C.L.E.     | Lorelei Lancer           | Episodio: "The Bridge of Lions Affair, Part 1"                           |
| 1966 | One of Our Spies Is Missing | Lorelei Lancer           |                                                                          |
| 1966 | That Tennessee Beat         | Belle Scofield           |                                                                          |
| 1972 | Summer of '63               | Kathy                    | sin acreditar Cortometraje, utiliza imágenes de la película de 1961 V.D. |